# Antonio de' Medici
Don Antonio de' Medici (Firenze, 29 agosto 1576 – Firenze, 2 maggio 1621) è stato un nobile italiano, personaggio controverso della famiglia Medici, legato alla relazione tra il granduca Francesco I de' Medici e la nobile veneziana Bianca Cappello.

## Biografia

### Nascita

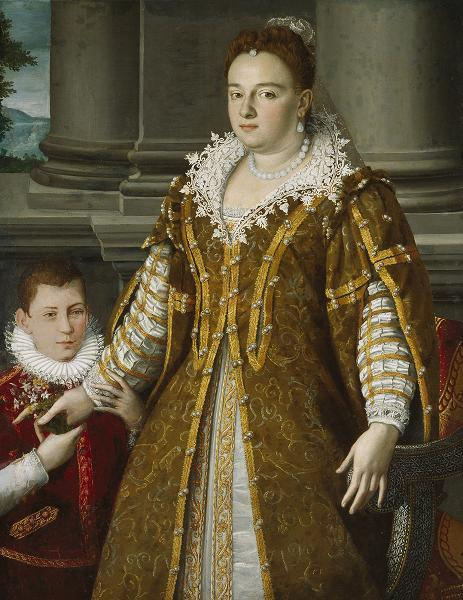
Bianca e Antonio

Francesco, sposato con Giovanna d'Austria, si era invaghito della bella Bianca, pure essa sposata. La loro relazione era quindi clandestina e grande scalpore aveva suscitato l'assassinio del marito di lei, morto in circostanze mai precisate.
Quando anche la moglie di Francesco morì i due poterono finalmente sposarsi nel 1579, anche se per prudenza in un primo momento le nozze furono celebrate segretamente, per via della ferma opposizione di tutta la famiglia granducale verso la donna che era stata per Francesco fonte di scandalo e concubinaggio.
Non sorprende quindi che il figlio della coppia, Don Antonio appunto, l'unico maschio sopravvissuto a Francesco, non fosse mai accettato come erede ufficiale del Granducato e aspramente avversato dallo zio, il Cardinale Ferdinando, poi granduca con il nome di Ferdinando I dopo l'improvvisa morte di Francesco e di Bianca Cappello nella Villa di Poggio a Caiano nel 1587.

### Giovinezza

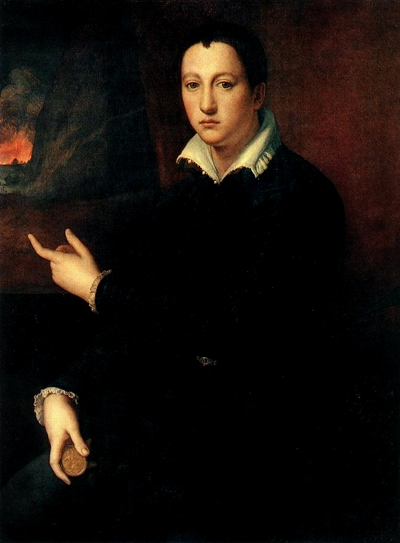
Don Antonio ritratto in giovane età da Alessandro Allori

In realtà non è mai stato chiarito il vero lignaggio di Don Antonio, nascosto fin dall'epoca della sua nascita dagli intrighi e le trame di palazzo. Alcune voci lo indicano come figlio di una serva di Bianca e di un uomo sconosciuto, e di conseguenza semplicemente adottato dalla coppia: non stupirebbe d'altronde una simulazione di gravidanza da parte di Bianca Cappello, la quale aveva il vantaggio che il Granduca Francesco non aveva ancora avuto nessun erede maschio dalla sua legittima moglie, ciò che avrebbe potuto essere un motivo per ripudiarla e magari prendere Bianca come sposa se avesse saputo garantirgli un erede prima di Giovanna. Dopo una serie di ben sei figlie femmine (alcune morte infanti) Francesco avrebbe avuto il primo erede proprio in Antonio, con la possibilità di legittimarlo alla successione dinastica; Giovanna ebbe un figlio maschio solo un anno dopo, Filippo, ma egli morì all'età di tre anni (forse anche in questo caso ci fu qualche intrigo di potere), dopo che anche sua madre era deceduta nel 1578.

### Vita all'ombra dei Medici

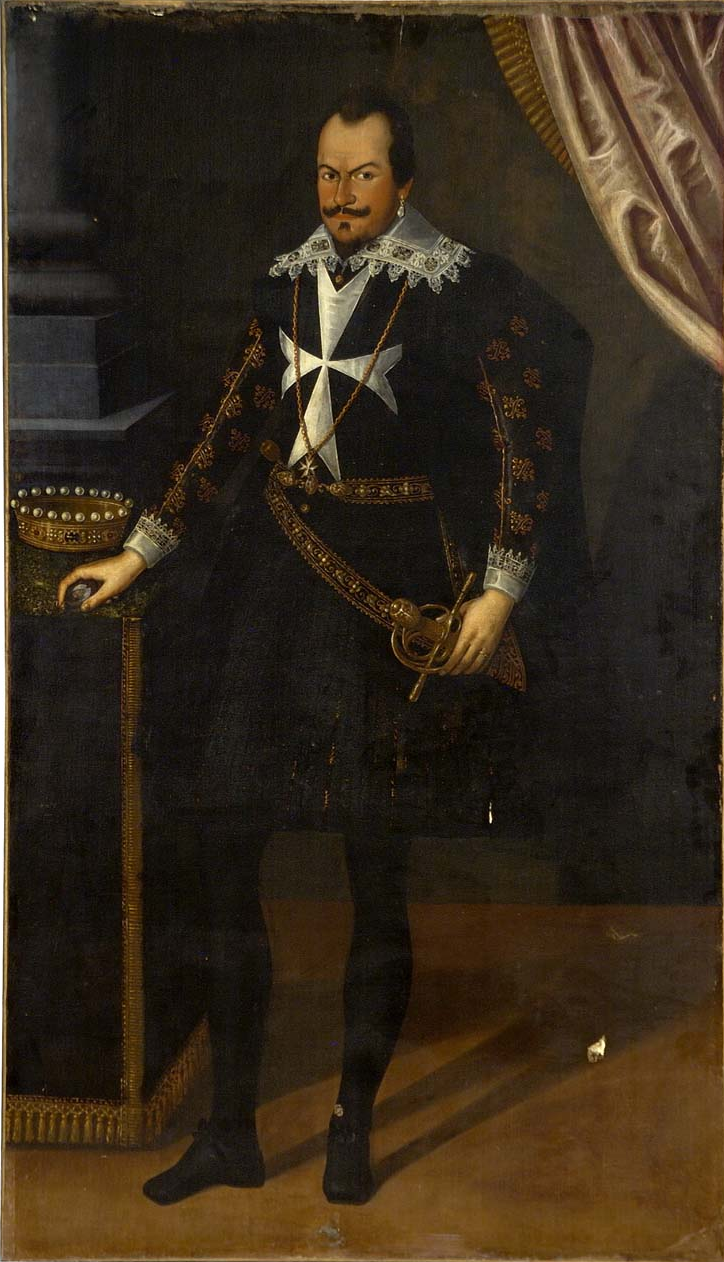
Antonio de' Medici in un ritratto del XVII secolo

Antonio nella sua vita fu sempre tenuto in ombra dallo zio, il Granduca Ferdinando, il quale gli conferì un appannaggio di trentacinquemila scudi l'anno, in cambio delle rinunce al principato di Capestrano, nel Regno di Napoli, che il padre gli aveva conferito a titolo vitalizio, e a ogni pretesa sull'eredità paterna. Visse in alcune delle ville di famiglia, come quella di Marignolle o il Casino Mediceo di San Marco e viaggiò molto.
Dopo essere stato nominato Cavaliere di Malta (1594), e aver subito ottenuto nell'Ordine il priorato di Pisa, venne inviato come ambasciatore granducale a Parigi (1597), a Milano (1598), a Genova (1599), a Bologna (1600), a Venezia (1601, 1603, 1614), a Roma (1605), a Mantova (1608), a Ravenna (1609).
Partecipó come venturiero alla spedizione militare capitanata da don Giovanni de' Medici, figlio naturale di Cosimo I, che si recó in Ungheria in aiuto dell'imperatore Rodolfo II, e nel 1607 ad un attacco navale contro Cipro.
Valente e coraggioso militare, condusse tuttavia una vita agiata e libertina, ed ebbe diversi figli naturali.

### Morte e sepoltura
Morì il 2 maggio 1621.

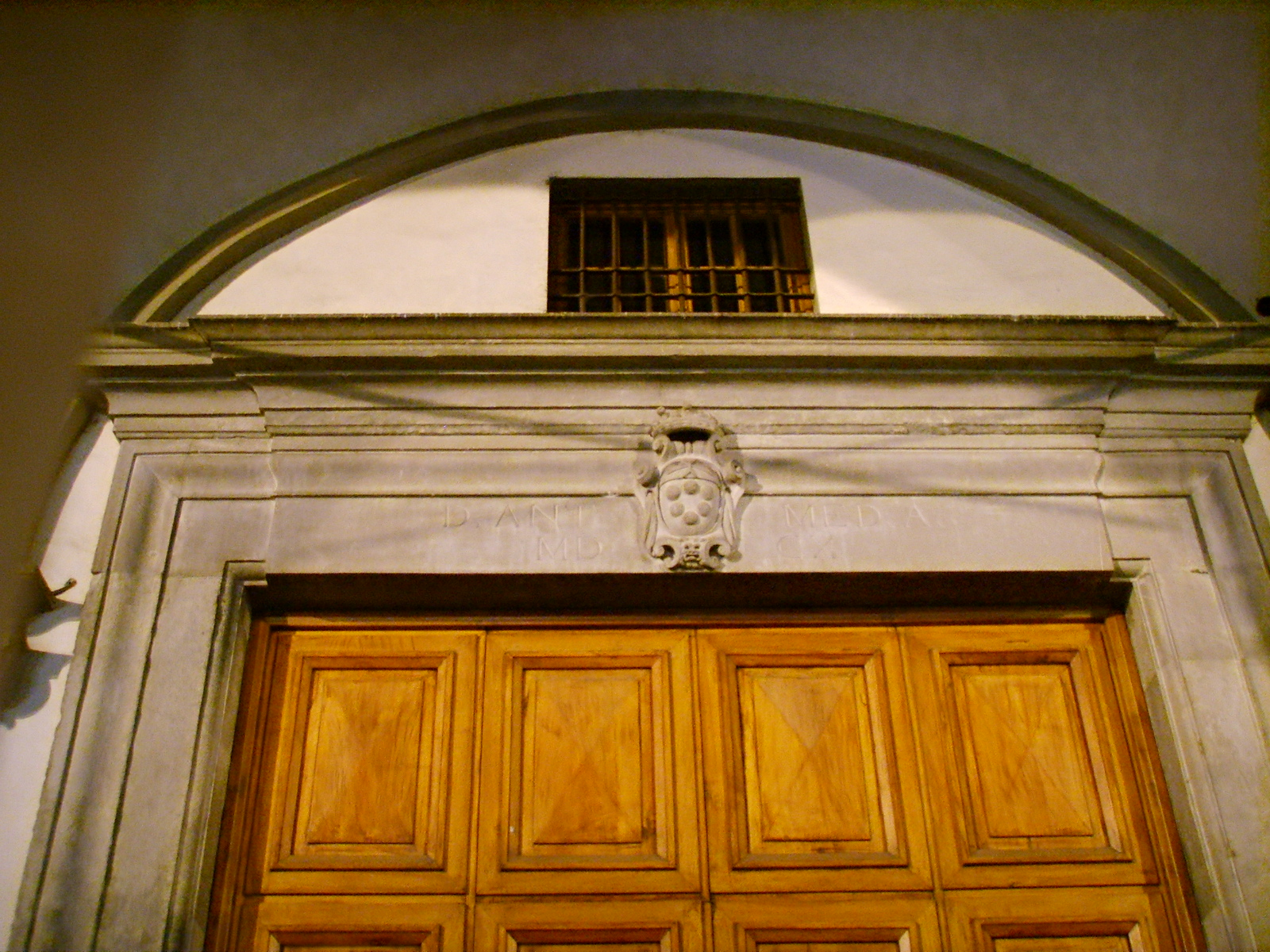
Iscrizione col nome di Don Antonio de' Medici, Loggia dei Tessitori, via San Gallo, Firenze

Nel 1857, durante una prima ricognizione delle salme dei Medici, così venne ritrovato il suo corpo: 

## Discendenza
Ebbe cinque figli:
- Maria, illegittima. Monaca benedettina alla Santissima Annunziata delle Murate, donò a proprie spese un altare argenteo di 1600 scudi alla chiesa.
- Maddalena (1610-?), illegittima nata da una donna bolognese, monaca a San Giovannino dei Cavalieri dal 1624
- Paolo de' Medici (1616-1656), figlio di Artemisia Torri (o Tozzi, originaria di Lucca, m. 1643), destinato alla carriera militare[2]
- Giulio (1617-1670), figlio di Artemisia Torri, sacerdote[3]
- Anton Francesco de' Medici (1618-1659), figlio di Artemisia Torri, frate dell'Ordine dei Cappuccini[4]

Due anni prima della morte, Antonio de’ Medici dispose che Artemisia Torri, madre di tre dei suoi figli, si ritirasse nel convento di San Clemente in via San Gallo, lasciandole i mezzi necessari perché vi vivesse agiatamente e facendo eseguire lavori di miglioria e abbellimento dei luoghi per rendere più piacevole la vita claustrale a cui aveva spinto la donna. Artemisia vi entrò il 27 giugno 1619 e vi morì il 24 marzo 1643.

## Ascendenza
|                        |                   |                                  | Genitori                              |  |  | Nonni |  |  | Bisnonni                  |  |  | Trisnonni            |  |
|                        |                   |                                  |                                       |  |  |       |  |  | Giovanni dalle Bande Nere |  |  | Giovanni il Popolano |  |
|                        |                   |                                  |                                       |  |  |       |  |  | Giovanni dalle Bande Nere |  |  | Giovanni il Popolano |  |
|                        |                   | Caterina Sforza                  |                                       |  |  |       |  |  | Giovanni dalle Bande Nere |  |  |                      |  |
| Cosimo I de' Medici    |                   |                                  |                                       |  |  |       |  |  | Giovanni dalle Bande Nere |  |  |                      |  |
|                        |                   | Maria Salviati                   | Jacopo Salviati                       |  |  |       |  |  |                           |  |  |                      |  |
|                        |                   | Maria Salviati                   | Jacopo Salviati                       |  |  |       |  |  |                           |  |  |                      |  |
|                        |                   | Maria Salviati                   | Lucrezia di Lorenzo de' Medici        |  |  |       |  |  |                           |  |  |                      |  |
| Francesco I de' Medici |                   | Maria Salviati                   |                                       |  |  |       |  |  |                           |  |  |                      |  |
|                        |                   | Pedro Álvarez de Toledo y Zúñiga | Fadrique Álvarez de Toledo y Enríquez |  |  |       |  |  |                           |  |  |                      |  |
|                        |                   | Pedro Álvarez de Toledo y Zúñiga | Fadrique Álvarez de Toledo y Enríquez |  |  |       |  |  |                           |  |  |                      |  |
|                        |                   | Pedro Álvarez de Toledo y Zúñiga | Isabel de Zúñiga y Pimentel           |  |  |       |  |  |                           |  |  |                      |  |
| Eleonora di Toledo     |                   | Pedro Álvarez de Toledo y Zúñiga |                                       |  |  |       |  |  |                           |  |  |                      |  |
|                        |                   | María Osorio y Pimentel          | Luis Pimentel y Pacheco               |  |  |       |  |  |                           |  |  |                      |  |
|                        |                   | María Osorio y Pimentel          | Luis Pimentel y Pacheco               |  |  |       |  |  |                           |  |  |                      |  |
|                        |                   | María Osorio y Pimentel          | Juana Osorio y Bazán                  |  |  |       |  |  |                           |  |  |                      |  |
| Antonio de' Medici     |                   | María Osorio y Pimentel          |                                       |  |  |       |  |  |                           |  |  |                      |  |
|                        | Girolamo Cappello | Andrea Cappello                  |                                       |  |  |       |  |  |                           |  |  |                      |  |
|                        | Girolamo Cappello | Andrea Cappello                  |                                       |  |  |       |  |  |                           |  |  |                      |  |
|                        | Girolamo Cappello | …                                |                                       |  |  |       |  |  |                           |  |  |                      |  |
| Bartolomeo Cappello    | Girolamo Cappello |                                  |                                       |  |  |       |  |  |                           |  |  |                      |  |
|                        |                   | Maria Pisani                     | Domenico Pisani                       |  |  |       |  |  |                           |  |  |                      |  |
|                        |                   | Maria Pisani                     | Domenico Pisani                       |  |  |       |  |  |                           |  |  |                      |  |
|                        |                   | Maria Pisani                     | …                                     |  |  |       |  |  |                           |  |  |                      |  |
| Bianca Cappello        |                   | Maria Pisani                     |                                       |  |  |       |  |  |                           |  |  |                      |  |
|                        |                   | Filippo Morosini                 | …                                     |  |  |       |  |  |                           |  |  |                      |  |
|                        |                   | Filippo Morosini                 | …                                     |  |  |       |  |  |                           |  |  |                      |  |
|                        |                   | Filippo Morosini                 | …                                     |  |  |       |  |  |                           |  |  |                      |  |
| Pellegrina Morosini    |                   | Filippo Morosini                 |                                       |  |  |       |  |  |                           |  |  |                      |  |
|                        |                   | …                                | …                                     |  |  |       |  |  |                           |  |  |                      |  |
|                        |                   | …                                | …                                     |  |  |       |  |  |                           |  |  |                      |  |
|                        |                   | …                                | …                                     |  |  |       |  |  |                           |  |  |                      |  |
|                        |                   | …                                |                                       |  |  |       |  |  |                           |  |  |                      |  |